# 瀧川儀作

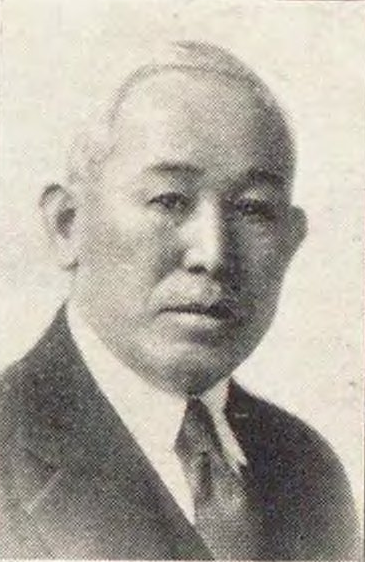
瀧川儀作

瀧川 儀作（たきがわ ぎさく、1874年（明治7年）12月8日 - 1963年（昭和38年）1月31日）は、日本の実業家、政治家。瀧川辨三の養嗣子。旧姓梶岡。
瀧川辨三が発展させた東洋燐寸株式会社社長を引き継ぎ日本のマッチ王と呼ばれる。

## 経歴
奈良県吉野郡、のちの高見村（現東吉野村）で豪家梶岡源重郎、たみの三男として生まれた。後旧長州豊浦藩藩士瀧川辨三の養子となり、明治32年（1899年）分家す。
明治29年（1896年）大阪商業学校卒業。岳父を助けて幾多の事業に参画。
1918年1月には兵庫県下の28工場を合併して帝国燐寸株式会社を設立、2月には膠州湾租借地に青島燐寸株式会社を設立。神戸商業会議所会頭、神戸日華実業協会長、瀧川学園理事を歴任。阪神バスの母体である阪神国道自動車の設立にあたり大口出資。
1927年（昭和2年）3月、昭和金融恐慌の最中、瀧川に神戸の第六十五銀行の頭取への就任を依頼する話が持ち込まれたが、同行は就任発表前の同年4月8日に臨時休業に追い込まれ事実上経営破綻した。
1937年（昭和12年）兵庫県多額納税者として補欠選挙で貴族院議員に互選され、同年3月4日に就任し、研究会に所属して1947年（昭和22年）5月2日の貴族院廃止まで在任した。

## 家族・親族

### 瀧川家
（兵庫県神戸市須磨区関守町）
- 妻・とよ（養父辨三長女[2]）

明治14年（1881年）9月生 - 没
- 長男・清一[2]

明治33年（1900年）3月生 - 
同妻・寿江（八馬汽船会長八馬兼介妹）
- 次男・勝二[2]

明治37年（1904年）8月生 -
- 長女・美津（公爵伊藤博精弟博通に嫁す[2]）

明治40年（1907年）9月生 -
- 二女・壽満子（奈良県、山辺誠一弟諭吉に嫁す[2]）

明治43年（1910年）8月生 -
- 三女・信（医博近藤台五郎に嫁す[7]）

大正2年（1913年）9月生 -